# The Lost Children
The Lost Children je šesti album američkog nu metal sastava Disturbed. Nakon objave ovog albuma, objavili su nedefiniranu pauzu do 2015., a zatim objavljuju album Immortalized. Objavljen je 8. studenoga 2011. Sastoji se od 16 pjesama ukupnog trajanja od 60:59 minuta.
Zanimljivo je da se snimao od 1999 do 2011.
Ime je dobilo po pjesmama koje oni nazivaju svojom djecom.
Pjesma "3" je prvobitno napravljena za njihovu web stranicu gdje se mogla kupiti prije izlaska albuma, a donacije bi išle za oslobođenje West Memphis trija.

## Popis pjesama
| 1.    | »Hell«                  | 4:15 |
| 2.    | »A Welcome Burden«      | 3:31 |
| 3.    | »This Moment«           | 3:05 |
| 4.    | »Old Friend«            | 3:34 |
| 5.    | »Monster«               | 4:04 |
| 6.    | »Run«                   | 3:13 |
| 7.    | »Leave It Alone«        | 4:07 |
| 8.    | »Two Worlds«            | 3:33 |
| 9.    | »God of the Mind«       | 3:05 |
| 10.   | »Sickened«              | 4:00 |
| 11.   | »Mine«                  | 5:04 |
| 12.   | »Parasite«              | 3:25 |
| 13.   | »Dehumanized«           | 3:32 |
| 14.   | »3«                     | 4:02 |
| 15.   | »Midlife Crisis«        | 4:04 |
| 16.   | »Living After Midnight« | 4:25 |
| 60:59 |                         |      |